# Open de Thaïlande (badminton)
Ne doit pas être confondu avec Masters de Thaïlande.
L'Open de Thaïlande est un tournoi international annuel de badminton organisé par la Fédération de Thaïlande de badminton (BAT) depuis 1984. Il a lieu essentiellement à Bangkok mais il n'a pas été organisé en 1986, 1998, 2002, 2010 et 2014.
Depuis 2007, il fait partie des tournois professionnels classés Grand Prix Gold par la BWF. En 2018, il intègre le nouveau circuit BWF World Tour en catégorie Super 500. 

## Faits marquants
En 2020, à cause de la pandémie de Covid-19 qui a vu une grande partie de la saison annulée, le tournoi qui devait avoir lieu en décembre est décalé à janvier 2021 et il est joué 2 fois consécutivement dans le cadre de la fin de saison entièrement relocalisée à Bangkok pour plus de facilité. Pour ces 2 éditions particulières, le tournoi intègre la catégorie Super 1000 et voit sa dotation monter à 1 000 000 $ avant de retrouver son statut par la suite. L'édition 2021 est quant à elle annulée.

## Palmarès
| Année                     | Simple hommes                                                     | Simple dames                                                      | Double hommes                                                     | Double dames                                                      | Double mixte                                                      |
| ------------------------- | ----------------------------------------------------------------- | ----------------------------------------------------------------- | ----------------------------------------------------------------- | ----------------------------------------------------------------- | ----------------------------------------------------------------- |
| 1984                      | Icuk Sugiarto                                                     | Helen Troke                                                       | Christian Hadinata Hadibowo                                       | Karen Beckman Gillian Gilks                                       | Pas de tournoi                                                    |
| 1985                      | Icuk Sugiarto                                                     | Wu Jianqiu                                                        | Bobby Ertanto Rudy Heryanto                                       | Guan Weizhen Wu Jianqiu                                           | Pas de tournoi                                                    |
| 1986                      | Pas de tournoi                                                    | Pas de tournoi                                                    | Pas de tournoi                                                    | Pas de tournoi                                                    | Pas de tournoi                                                    |
| 1987                      | Zhao Jianhua                                                      | Luo Yun                                                           | Li Yongbo Tian Bingyi                                             | Guan Weizhen Lin Ying                                             | Peter Buch Grete Mogensen                                         |
| 1988                      | Xiong Guobao                                                      | Li Lingwei                                                        | Li Yongbo Tian Bingyi                                             | Chung Myung-hee Hwang Hye-young                                   | Steen Fladberg Gillian Clark                                      |
| 1989                      | Alan Budikusuma                                                   | Tang Jiuhong                                                      | Kim Moon-soo Park Joo-bong                                        | Guan Weizhen Lin Ying                                             | Park Joo-bong Chung Myung-hee                                     |
| 1990                      | Sompol Kukasemkij                                                 | Huang Hua                                                         | Kim Moon-soo Park Joo-bong                                        | Lai Caiqin Yao Fen                                                | Park Joo-bong Chung Myung-hee                                     |
| 1991                      | Alan Budikusuma                                                   | Susi Susanti                                                      | Rudy Gunawan Eddy Hartono                                         | Gil Young-ah Hwang Hye-young                                      | Lee Sang-bok Chung So-young                                       |
| 1992                      | Joko Suprianto                                                    | Susi Susanti                                                      | Rexy Mainaky Ricky Subagja                                        | Nong Qunhua Zhou Lei                                              | Aryono Miranat Eliza Nathanael                                    |
| 1993                      | Joko Suprianto                                                    | Susi Susanti                                                      | Rudy Gunawan Bambang Suprianto                                    | Ge Fei Gu Jun                                                     | Liu Jianjun Wang Xiaoyuan                                         |
| 1994                      | Joko Suprianto                                                    | Susi Susanti                                                      | Antonius Ariantho Denny Kantono                                   | Ge Fei Gu Jun                                                     | Tri Kusharjanto Minarti Timur                                     |
| 1995                      | Dong Jiong                                                        | Lim Xiaoqing                                                      | Huang Zhanzhong Jiang Xin                                         | Gil Young-ah Jang Hye-ock                                         | Park Joo-bong Ra Kyung-min                                        |
| 1996                      | Dong Jiong                                                        | Wang Chen                                                         | Sigit Budiarto Candra Wijaya                                      | Indarti Issolina Deyana Lomban                                    | Tri Kusharjanto Minarti Timur                                     |
| 1997                      | Hendrawan                                                         | Wang Chen                                                         | Lee Dong-soo Yoo Yong-sung                                        | Qin Yiyuan Tang Yongshu                                           | Michael Søgaard Rikke Olsen                                       |
| 1998                      | Pas de tournoi                                                    | Pas de tournoi                                                    | Pas de tournoi                                                    | Pas de tournoi                                                    | Pas de tournoi                                                    |
| 1999                      | Chen Gang                                                         | Dai Yun                                                           | Chen Qiqiu Yu Jinhao                                              | Gao Ling Qin Yiyuan                                               | Liu Yong Ge Fei                                                   |
| 2000                      | Hendrawan                                                         | Ye Zhaoying                                                       | Zhang Jun Zhang Wei                                               | Ge Fei Gu Jun                                                     | Zhang Jun Gao Ling                                                |
| 2001                      | Yong Hock Kin                                                     | Tracey Hallam                                                     | Sigit Budiarto Luluk Hadiyanto                                    | Eny Erlangga Jo Novita                                            | Candra Wijaya Jo Novita                                           |
| 2002                      | Pas de tournoi                                                    | Pas de tournoi                                                    | Pas de tournoi                                                    | Pas de tournoi                                                    | Pas de tournoi                                                    |
| 2003                      | Ronald Susilo                                                     | Dai Yun                                                           | Ha Tae-kwon Yoo Yong-sung                                         | Wei Yili Zhao Tingting                                            | Chen Qiqiu Zhao Tingting                                          |
| 2004                      | Boonsak Ponsana                                                   | Yao Jie                                                           | Luluk Hadiyanto Alvent Yulianto                                   | Zhang Dan Zhang Yawen                                             | Nathan Robertson Gail Emms                                        |
| 2005                      | Muhammad Hafiz Hashim                                             | Yao Jie                                                           | Jung Jae-sung Lee Jae-jin                                         | Lee Kyung-won Lee Hyo-jung                                        | Lee Jae-jin Lee Hyo-jung                                          |
| 2006                      | Chen Yu                                                           | Zhu Lin                                                           | Jung Jae-sung Lee Yong-dae                                        | Lee Kyung-won Lee Hyo-jung                                        | Lee Yong-dae Hwang Yu-mi                                          |
| BWF Grand Prix Gold       |                                                                   |                                                                   |                                                                   |                                                                   |                                                                   |
| 2007                      | Chen Hong                                                         | Zhu Lin                                                           | Lee Jae-jin Hwang Ji-man                                          | Gao Ling Huang Sui                                                | He Hanbin Yu Yang                                                 |
| 2008                      | Lin Dan                                                           | Xie Xingfang                                                      | Cai Yun Fu Haifeng                                                | Yang Wei Zhang Jiewen                                             | Xie Zhongbo Zhang Yawen                                           |
| 2009                      | Nguyễn Tiến Minh                                                  | Liu Jian                                                          | Chan Peng Soon Lim Khim Wah                                       | Yang Wei Zhang Jiewen                                             | Songphon Anugritayawon Kunchala Voravichitchaikul                 |
| 2010                      | Édition annulée                                                   | Édition annulée                                                   | Édition annulée                                                   | Édition annulée                                                   | Édition annulée                                                   |
| 2011                      | Chen Long                                                         | Li Xuerui                                                         | Jung Jae-sung Lee Yong-dae                                        | Tian Qing Zhao Yunlei                                             | Lee Sheng-mu Chien Yu-chin                                        |
| 2012                      | Sony Dwi Kuncoro                                                  | Saina Nehwal                                                      | Liu Xiaolong Qiu Zihan                                            | Lam Narissapat Saralee Thungthongkam                              | Tao Jiaming Tang Jinhua                                           |
| 2013                      | Srikanth Kidambi                                                  | Ratchanok Intanon                                                 | Shin Baek-choel Yoo Yeon-seong                                    | Nitya Krishinda Maheswari Greysia Polii                           | Markis Kido Pia Zebadiah Bernadeth                                |
| 2014                      | Édition annulée à cause de manifestations politiques à Bangkok    | Édition annulée à cause de manifestations politiques à Bangkok    | Édition annulée à cause de manifestations politiques à Bangkok    | Édition annulée à cause de manifestations politiques à Bangkok    | Édition annulée à cause de manifestations politiques à Bangkok    |
| 2015                      | Lee Hyun-il                                                       | Sung Ji-hyun                                                      | Ade Yusuf Wahyu Nayaka Pankaryanira                               | Huang Dongping Li Yinhui                                          | Choi Sol-gyu Eom Hye-won                                          |
| 2016                      | Tanongsak Saensomboonsuk                                          | Aya Ohori                                                         | Berry Angriawan Rian Agung Saputro                                | Puttita Supajirakul Sapsiree Taerattanachai                       | Tan Kian Meng Lai Pei Jing                                        |
| 2017                      | Sai Praneeth B.                                                   | Ratchanok Intanon                                                 | Berry Angriawan Hardianto Hardianto                               | Greysia Polii Apriyani Rahayu                                     | He Jiting Du Yue                                                  |
| BWF World Tour Super 500  |                                                                   |                                                                   |                                                                   |                                                                   |                                                                   |
| 2018                      | Kanta Tsuneyama                                                   | Nozomi Okuhara                                                    | Takeshi Kamura Keigo Sonoda                                       | Greysia Polii Apriyani Rahayu                                     | Hafiz Faisal Gloria Emanuelle Widjaja                             |
| 2019                      | Chou Tien-chen                                                    | Chen Yufei                                                        | Satwiksairaj Rankireddy Chirag Shetty                             | Shiho Tanaka Koharu Yonemoto                                      | Wang Yilyu Huang Dongping                                         |
| BWF World Tour Super 1000 |                                                                   |                                                                   |                                                                   |                                                                   |                                                                   |
| 2020 I                    | Viktor Axelsen                                                    | Carolina Marín                                                    | Lee Yang Wang Chi-lin                                             | Greysia Polii Apriyani Rahayu                                     | Dechapol Puavaranukroh (en) Sapsiree Taerattanachai (en)          |
| 2020 II                   | Viktor Axelsen                                                    | Carolina Marín                                                    | Lee Yang Wang Chi-lin                                             | Kim So-yeong Kong Hee-yong                                        | Dechapol Puavaranukroh (en) Sapsiree Taerattanachai (en)          |
| BWF World Tour Super 500  |                                                                   |                                                                   |                                                                   |                                                                   |                                                                   |
| 2021                      | Édition annulée en raison de la pandémie de Covid-19 en Thaïlande | Édition annulée en raison de la pandémie de Covid-19 en Thaïlande | Édition annulée en raison de la pandémie de Covid-19 en Thaïlande | Édition annulée en raison de la pandémie de Covid-19 en Thaïlande | Édition annulée en raison de la pandémie de Covid-19 en Thaïlande |
| 2022                      | Lee Zii Jia                                                       | Tai Tzu-ying                                                      | Takuro Hoki Yugo Kobayashi                                        | Nami Matsuyama Chiharu Shida                                      | Zheng Siwei Huang Yaqiong                                         |
| 2023                      | Kunlavut Vitidsarn                                                | An Se-young                                                       | Liang Weikeng Wang Chang                                          | Kim So-yeong Kong Hee-yong                                        | Kim Won-ho Jeong Na-eun                                           |
| 2024                      | Lee Zii Jia                                                       | Supanida Katethong                                                | Satwiksairaj Rankireddy (en) Chirag Shetty (en)                   | Jongkolphan Kititharakul Rawinda Prajongjai                       | Guo Xinwa Chen Fanghui                                            |
| 2025                      | Kunlavut Vitidsarn                                                | Chen Yufei                                                        | Aaron Chia Soh Wooi Yik                                           | Pearly Tan Thinaah Muralitharan                                   | Feng Yanzhe Huang Dongping                                        |

## Résultats par nation
Mis à jour après l'édition 2024
|        | Pays           | Simple hommes | Simple dames | Double hommes | Double dames | Double mixte | Total |
| ------ | -------------- | ------------- | ------------ | ------------- | ------------ | ------------ | ----- |
| 1      | Chine          | 9             | 16           | 8             | 17           | 11           | 61    |
| 2      | Indonésie      | 10            | 4            | 12            | 6            | 6            | 38    |
| 3      | Corée du Sud   | 1             | 2            | 9             | 7            | 8            | 27    |
| 4      | Thaïlande      | 4             | 3            |               | 3            | 3            | 13    |
| 5      | Japon          | 1             | 2            | 2             | 2            |              | 7     |
| 6      | Malaisie       | 4             |              | 1             |              | 1            | 6     |
| 7      | Taipei chinois | 1             | 1            | 2             |              | 1            | 5     |
| 7      | Inde           | 2             | 1            | 2             |              |              | 5     |
| 9      | Angleterre     |               | 2            |               | 1            | 1,5          | 4,5   |
| 9      | Danemark       | 2             |              |               |              | 2,5          | 4,5   |
| 11     | Espagne        |               | 2            |               |              |              | 2     |
| 11     | Pays-Bas       |               | 2            |               |              |              | 2     |
| 13     | Singapour      | 1             |              |               |              |              | 1     |
| 13     | Suède          |               | 1            |               |              |              | 1     |
| 13     | Vietnam        | 1             |              |               |              |              | 1     |
| Totaux | Totaux         | 36            | 36           | 36            | 36           | 34           | 178   |